# Idaea neglecta
Idaea neglecta is een vlinder uit de familie spanners (Geometridae). De wetenschappelijke naam is voor het eerst geldig gepubliceerd in 2003 door Hausmann & Werno.
De soort komt voor in Europa.